# 贝利蒙特-德尔普里奥拉托
贝利蒙特-德尔普里奥拉托（西班牙語：Bellmunt del Priorato）是西班牙加泰罗尼亚塔拉戈纳省的一个市镇。总面积9平方公里，总人口310人（2001年），人口密度34人/平方公里。